# NGC 2293
NGC 2293 este o interacțiune de galaxii situată în constelația Câinele Mare. A fost descoperită în 20 ianuarie 1835 de către John Herschel. Se află la o distanță de 17,06 megaparseci de Pământ.